# 謝詔 (明朝駙馬)
谢诏（1512年—1567年），字廷宣，号古庸，明朝驸马，河南承宣布政使司怀庆府河内县（今河南省博爱县）人。

## 生平
谢诏十六岁时选配明世宗妹妹永淳公主，拜驸马都尉，很受明世宗的宠眷。
世宗命他管大汉将军，侍卫内廷，曾在事前侦破仇鸾谋反活动。
嘉靖三十三年（1554年），奉命掌管宗人府事，仍兼管大汉将军，不久加授太子太保，他有老成廉慎的美名。
卒年五十六岁。其子谢守朴，荫锦衣卫指挥同知。其父谢东以子谢诏驸马都尉，封兵马司指挥。